# Železniška postaja Rimske Toplice
Železniška postaja Rimske Toplice je ena izmed železniških postaj v Sloveniji, ki oskrbuje bližnje naselje Rimske Toplice ter Globoko, kjer se tudi nahaja.